# Спецслужбы КНР
Спецслужбы КНР — органы государственной безопасности и разведки Китайской Народной Республики. Включают в себя ряд военных и гражданских служб, важнейшими из которых являются Главное разведывательное управление Генштаба Народно-освободительной армии Китая — ГРУ ГШ НОАК, Министерство общественной безопасности КНР и Министерство государственной безопасности КНР. Помимо Министерства государственной безопасности, разведывательной деятельностью за пределами КНР занимается большое количество других государственных организаций.

## История
История спецслужб КНР восходит к 1928 году, когда КПК создала собственную партийную разведку — Особый комитет ЦК КПК, по типу советского ОГПУ. Особый отдел ЦК КПК состоял из четырёх секторов: первый сектор осуществлял общее руководство и координировал деятельность остальных секторов, второй сектор занимался сбором информации и разведывательной деятельностью внутри Гоминьдана (некоторое время второй сектор был разделен на две части: военная разведка и политическая разведка), третий сектор руководил действиями специального отряда по защите подпольных организаций и их кадров, а также карал провокаторов и предателей; четвёртый сектор занимался связью и передачей информации. Создателем и первым руководителем Особого комитета был Чжоу Эньлай, а затем — Кан Шэн.
В ходе войны с Японией, на 6-м пленуме ЦК КПК в ноябре 1938 года было принято решение о создании специального органа разведки и контрразведки, получившего название «Главное управление по социальным вопросам» («Шэхуэйбу», кит. 中央 社会 部, в русскоязычной литературе встречаются также варианты названия «Отдел социальных запросов», «Бюро политической защиты»). На начальном этапе функционирования организации руководство КПК также именовало её «Центральная комиссия по операциям на оккупированных врагом территориях». Штаб-квартира Управления располагалась на главной базе КПК в Яньане, провинция Шаньси. В 1939 году на территории Яньани под руководством специалистов ГРУ и НКВД СССР была открыта секретная разведывательная школа под названием «Институт Восточного Мюнхена», где проводилось обучение китайцев разведывательной и контрразведывательной деятельности.Руководителем Шэхуэйбу с 1938 по 1945 (по другим данным — по 1948) годы был Кан Шэн, в 1948—1949 годах — Ли Кэнун.
В августе 1949 года, незадолго до образования КНР, Шэхуэйбу была распущена, а её задачи разделены между другими ведомствами. После образования КНР в октябре 1949 года функции внутренней контрразведки были переданы в ведение Министерства общественной безопасности которое возглавил генерал Ло Жуйцин, а внешнеполитической и военной разведки — военной разведке («Цин Баобу») под руководством Чжоу Эньлая.
В середине 1955 году был создан новый орган партийной разведки — Бюро расследований Центрального Комитета КПК («Чжунъюн Дяочабу»). Кроме того, для координации деятельности всех спецслужб Китая был создан специальный орган, подчинявшийся лично Мао Цзэдуну — Центральный контроль безопасности и внешних связей (в латинском написании — ЦЕЛД). Затем в 1983 году на базе «Чжунъюн Дяочабу» было создано Министерство государственной безопасности, на которое были возложены основные задачи внешней разведки.
С апреля 1949 года в структуре ЦК КПК действует Центральное бюро безопасности КПК (название не раз менялось), первым руководителем которого был Ван Дунсин. Его задача — обеспечение безопасности и физической защиты высших руководителей КПК и КНР (в структуру Бюро входит охранное подразделение Отряд 61889). Бюро состоит в тройном подчинении — Главного управления ЦК КПК, Министерства общественной безопасности КНР и Генерального штаба НОАК.